# Gélaucourt
Gélaucourt település Franciaországban, Meurthe-et-Moselle megyében. Lakosainak száma 49 fő (2022. január 1.). Gélaucourt Battigny, Favières és Lalœuf községekkel határos.

## Népesség
A település népességének változása:
| Lakosok száma | 41   | 32   | 32   | 58   | 60   | 64   | 68   | 58   | 53   | 49   |
|               | 1968 | 1982 | 1990 | 2006 | 2013 | 2015 | 2017 | 2019 | 2020 | 2022 |